# Jošavka Donja
Jošavka Donja (szerbül: Јошавка Доња), település Bosznia-Hercegovinában, a Bosanska Krajina keleti részén, Čelinac községben, a Szerb Köztársaságban. 

## Fekvése
A település Bosznia-Hercegovina északi részén, Banja Lukától légvonalban 20, közúton 28 km-re keletre, községközpontjától légvonalban 9, közúton 14 km-re keletre, a Jošavka-folyó völgyében és a környező dombokon, 224-510 méteres magasságban fekszik. Čelinac és Banja Luka városokkal a Doboj felé vezető vasúti út köti össze.

## Népessége

### A település népessége
| Nemzetiségi csoport | Népesség 1991 | Népesség 2013 |
| ------------------- | ------------- | ------------- |
| Szerb               | 937           | 751           |
| Bosnyák             | 0             | 0             |
| Horvát              | 2             | 1             |
| Jugoszláv           | 9             | 2             |
| Egyéb               | 9             | 2             |
| Összesen            | 957           | 756           |

## Története
A Jošavka nevet először az 1691-es török népszámlálás említi. Jošavka nevét az azonos nevű folyóról kapta, mely a Vrbanja legnagyobb mellékvize, mely Čelinacnál ömlik a Vrbanjába. Jošavka település területe egykor körülbelül 150 km² volt. A határok északon Turjanica, délen Vrbanja, keleten pedig Šnjegotina és Ukrina felé, a Jošavka vízgyűjtőjén húzódtak.
A térség 1878-ig tartozott az Oszmán Birodalomhoz, ekkor a berlini kongresszus határozata alapján az Osztrák-Magyar Monarchia része lett. 1879-ben az első osztrák-magyar népszámlálás során a Banja Luka-i járáshoz tartozó Jošavka településnek 65 háztartása és 625 ortodox lakosa volt. 1890-ben Ausztria-Magyarország megépítette a Banja Luka – Čelinac – Kotor Varoš utat, és Čelinactól leágáztatva a Jošavka folyó mentén Tromeđa felé egy 25 km hosszú útszakaszt építettek, hogy megkönnyítsék Jošavkából és Šnjegotinából az erdőkből kitermelt fa exportját. Josavkáról 250 embert foglalkoztattak fakivágással, raktározással és fafeldolgozással. 1900-ban Jošavkán épült fel és kezdte meg működését Bosznia-Hercegovina ezen részének akkor legmodernebb fűrésztelepe, ahol 300 munkás dolgozott. Ausztria-Magyarország 1900-ban nyitotta meg az első iskolát ezen a területen, Jelovača településen. 
1910-ben a Banja Luka-i járáshoz tartozó településen 150 háztartást, 1113 ortodox, 7 római katolikus és 2 görög katolikus lakost találtak. Az első világháború idején húsz jošavkai önkéntes ment a szaloniki frontra, és csatlakozott a szerb hadsereghez. A monarchia szétesésével 1918-ban előbb a Szerb-Horvát-Szlovén Királyság, majd 1929-től a Jugoszláv Királyság része. A Jugoszláv Királyság megalakulásával és az új területi szervezettel megalakult Jošavka község. 1921-ben a településnek 1254 ortodox és 7 görög katolikus lakosa volt. Az 1929-es törvény értelmében, amikor Bosznia-Hercegovinát négy banovinára, Drinskára, Vrbaskára, Zetskára és Primorskára osztották, a település a Vrbaska banovina része lett, amelynek székhelye Banja Luka volt. Jugoszlávia megszállása után a Független Horvát Állam (NDH) része lett. Az első fegyveres akcióra Jošavkán 1941. szeptember 15-én került sor, amikor a helyi csendőrállomást támadták meg és foglalták el. 1953-ban Jugoszlávia új területi felosztásával Jošavka az újonnan alakult Čelinac község része lett. A daytoni békeszerződést követő területfelosztásnál a település Čelinac község részeként a Szerb Köztársaság területéhez került.

## Oktatás
Mladen Stojanović Általános Iskola

## Nevezetességei
A falu Szűz Mária mennybevétele tiszteletére szentelt ortodox temploma 1926-ban épült.

## Fordítás
- Ez a szócikk részben vagy egészben  a(z)   Јошавка Доња című szerb Wikipédia-szócikk ezen változatának fordításán alapul.  Az eredeti cikk szerkesztőit annak laptörténete sorolja fel. Ez a jelzés csupán a megfogalmazás eredetét és a szerzői jogokat jelzi, nem szolgál a cikkben szereplő információk forrásmegjelöléseként.